# Plotina
Plotina (en carélien : Plotina, en finnois : Plotina, en russe : Плоти́на) est une municipalité rurale du raïon de Louhi en république de Carélie.

## Géographie
Plotina est situé sur la rive nord du lac Louhijärvi, à 78 kilomètres au nord-est de Louhi.
La municipalité de Plotina a une superficie de 1 607 km2 soit 855,5 km2 sans compter les eaux de la mer blanche.
Plotina est bordée au sud-est et au sud par Ambarnyi du raïon de Louhi, à l'ouest et au nord-ouest par Malinavaara ainsi qu'au nord-est par l'oblast de Mourmansk au delà   de la mer Blanche. 
La majeure partie du territoire est boisée.

## Démographie
Recensements (*) ou estimations de la population
| 2009 | 2010 | 2013 | - |
| ---- | ---- | ---- | - |
| 385  | 303  | 269  | - |